# 버커빗서 빙하

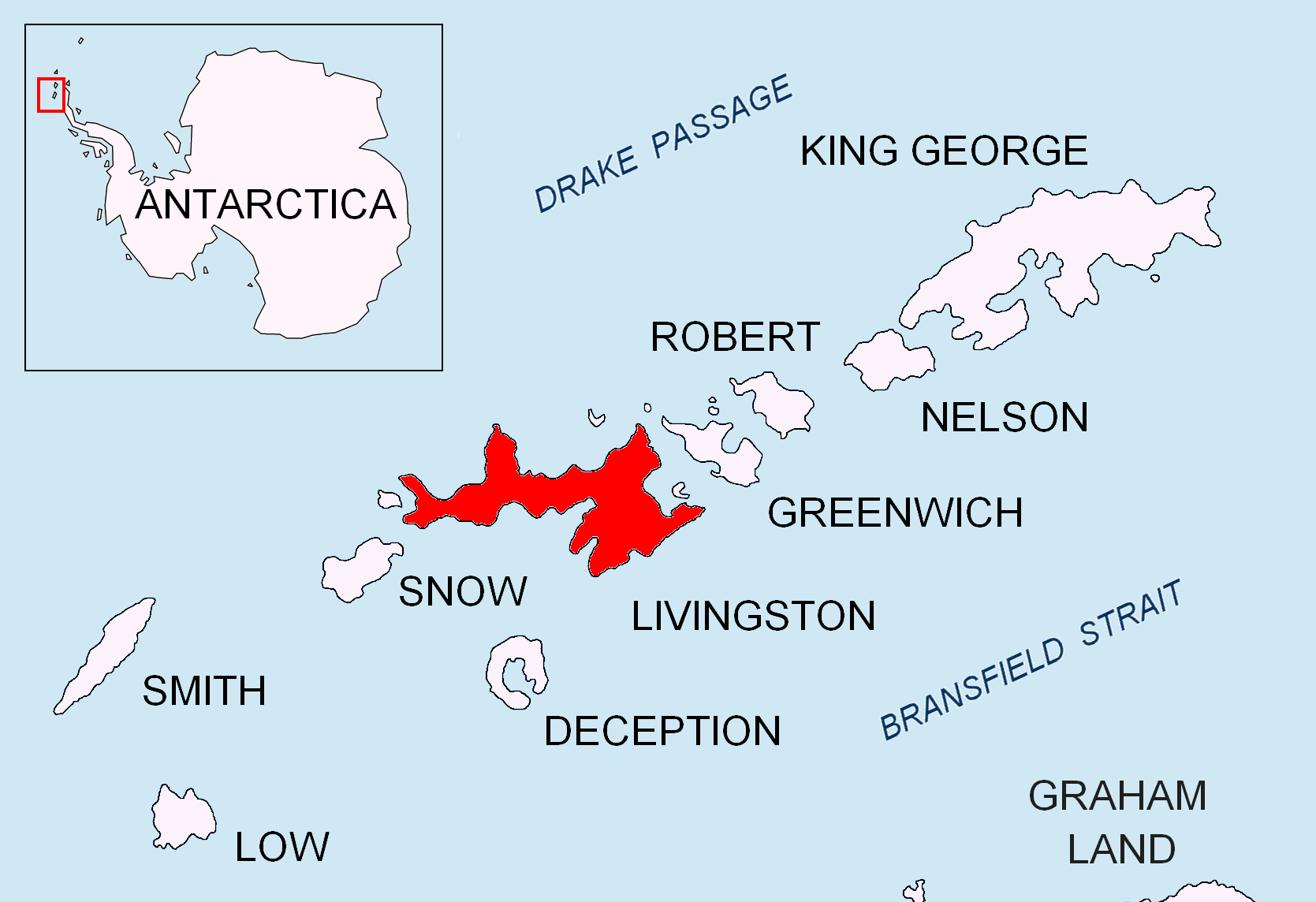
남 셰틀랜드 제도에 있는 리빙스턴섬에 위치해 있다.

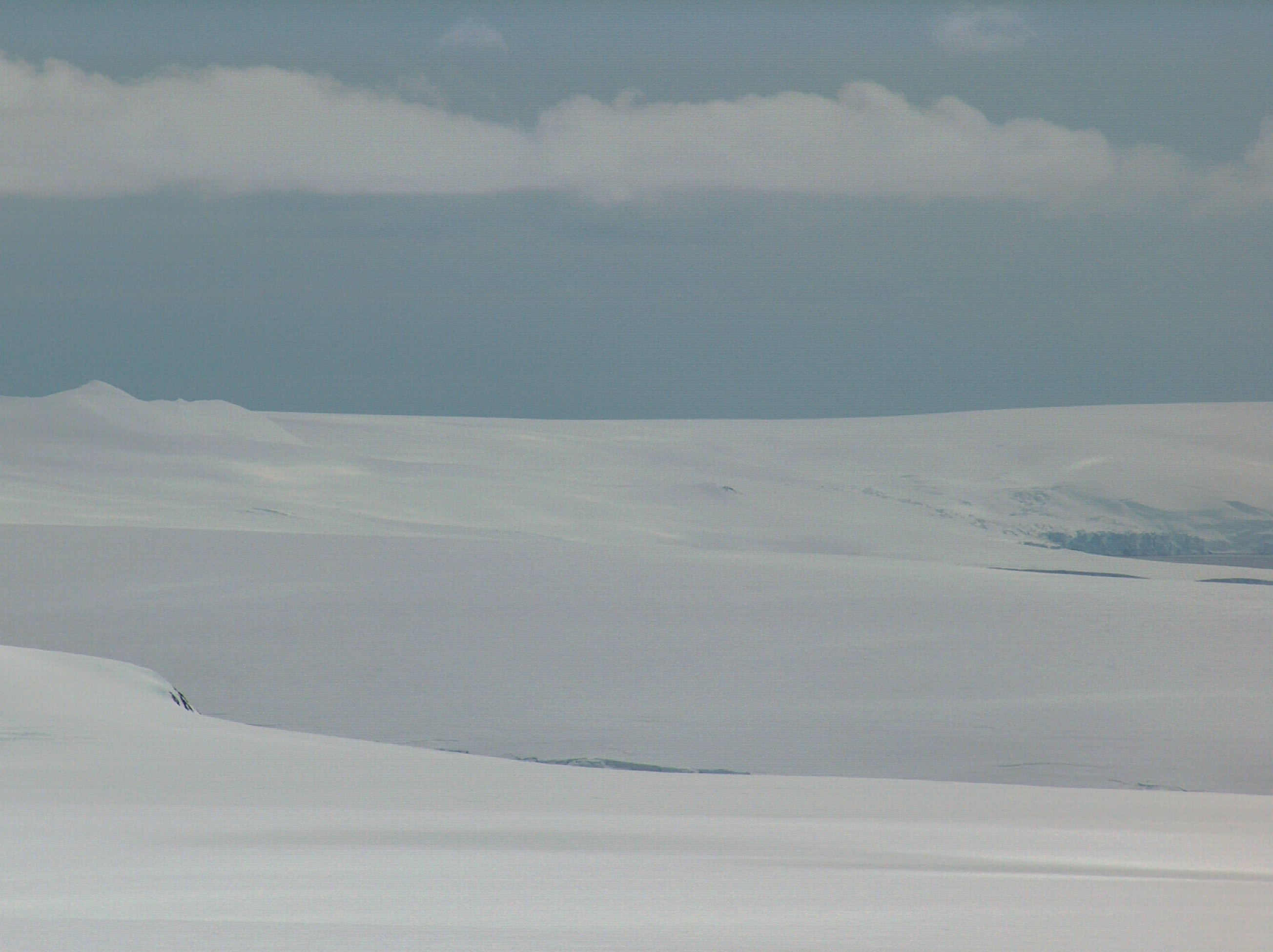
Kuzman Knoll에서 바라본 Berkovitsa빙하(배경)

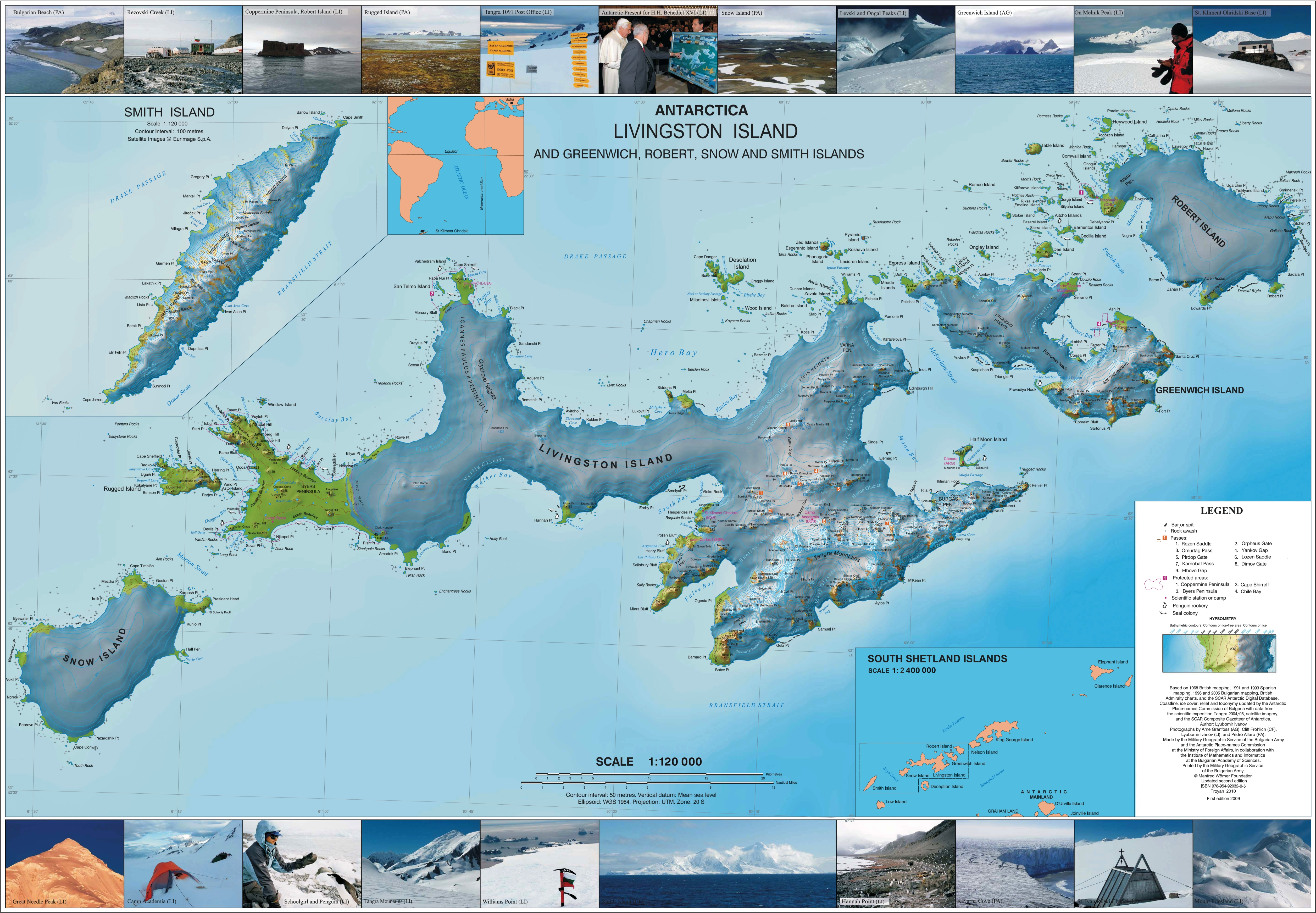
리빙턴섬, 그리니치, 로버트, 스노우 및 스미스섬의 지형도.

버커빗서 빙하(불가리아어: Ледник Берковица, 영어: Berkovitsa Glacier)는 남극의 리빙스턴섬에 있는 빙하이다. 에타아 만년설원의 동쪽에 위치해 있고, 메드번 빙하의 남쪽에 위치해 있으며, 턴드저 빙하의 북서쪽에 위치해 있고, 버릴러 빙하북동쪽에 위치해 있다. 오리아호보 하이츠의 남동쪽 경사면과  스노우 피크의 북서쪽 경사면에 둘러싸여 있다. 남동-북서 방향으로 4km 확장되고, 북서-남동 방향으로 2.8km 흐르며, 리미톡 포인트와 아비터홀 포인트사이의 히어로만 북동쪽으로 배수된다.
이 빙하는 불가리아의 발칸산맥에 위치한 버커빗서마을의 이름을 따서 명명되었다.

## 위치
남위 62° 34′ 20″ 서경 60° 41′ 15″ / 남위 62.57222°  서경 60.68750°  에 위치해 있다.

## 지도
- L.L. Ivanov et al. Antarctica: Livingston Island and Greenwich Island, South Shetland Islands. 축척 1:100000 topographic map. Sofia: Antarctic Place-names Commission of Bulgaria, 2005.
- L.L. Ivanov. Antarctica: Livingston Island and Greenwich, Robert, Snow and Smith Islands. 축척 1:120000 topographic map.  Troyan: Manfred Wörner Foundation, 2009.

## 같이 보기
- 빙하학